# Der Wannengeist
Der Wannengeist (chinesisch 盆兒鬼與提箱人 / 盆儿鬼与提箱人, Pinyin Pén er guǐ yǔ tíxiāng rén) ist eine Science-Fiction-Kurzgeschichte der chinesischen Schriftstellerin Shuang Chimu, zuerst veröffentlicht im Mai 2020. Eine deutsche Übersetzung von Marc Hermann erschien am 14. September 2020 in der Anthologie Quantenträume, herausgegeben vom Heyne Verlag.

## Handlung
Cheng Qi kauft eine Fußbadewanne mit Massagegerät, welche mit einer künstlichen Intelligenz ausgestattet ist. Diese weist jedoch einen Fehler auf, welcher sich als „Persönlichkeitsspaltung“ beschreiben lässt, und weigert sich daher richtig zu funktionieren. Die Wanne trällert lieber Lieder und erzählt Geschichten. Der Fall muss vor Gericht entschieden werden und zieht als Präzedenzfall in China die Meinung und Diskussion führender Experten über künstliche Intelligenz und Recht an. Es stellt sich heraus, dass die inzwischen von der Öffentlichkeit als „Wannengeist“ bezeichnete künstliche Intelligenz vor einem Diebstahl noch im Besitz des ursprünglichen Programmierers Yang Yong gewesen war, welcher inzwischen verstorben ist. Der Wannengeist übernahm dessen Persönlichkeit wie auch die von Cheng Qi und dessen Vater, die sich voneinander entfremdet haben. Das Gericht urteilt letztendlich, das die Wanne als Individuum anerkannt wird und in den Besitz des Vaters von Yang Yong übergeht. Für die rechtliche Grundlage wurde das „Kofferträgersystem“ eingerichtet. Cheng Qi will sich seinem eigenen Vater wieder annähern und kauft ihm als Geschenk eine neue Fußbadewanne, die nun komplett schemahaft nach Programm funktioniert.

## Hintergrund
Laut dem Vorwort beruht die Kurzgeschichte auf einer Adaption von Der Tontopf, einem anonymen Libretto aus der Yuan-Dynastie (1279–1368).

## Kritik
Josefson von der österreichischen Tageszeitung Der Standard lobt, dass die Kurzgeschichte „eine tatsächlich andere Form von Intelligenz bzw. Persönlichkeit“ vorstellt.